# Forchhammeria watsonii
Forchhammeria watsonii là một loài thực vật có hoa trong họ Capparaceae. Loài này được Rose mô tả khoa học đầu tiên năm 1895.